# Марцин Грабовський
Марцин Грабовський (пол. Marcin Grabowski, нар. 21 травня 2000, Ястрове, Польща) — польський футболіст, фланговий захисник клубу «Термаліка Брук-Бет» та молодіжної збірної Польщі.

## Клубна кар'єра
Марцин Грабовський починав свою ігрову кар'єру у молодіжному складі познаньського «Леха». Але в основі він так і не зіграв жодного матчу. На початку 2018 року керівництво краківської «Вісли» підтвердило інформацію, що Грабовський приєднається до клубу по закінченню сезону 2018/19. Та у «Віслі» футболіст провів лише десять поєдинків і в січні 2020 року відправмвся в оренду до клубу Першої ліги «Термаліка Брук-Бет». А по заврешенню терміну оренди влітку 2020 року Грабовський підписав з клубом повноцінний контракт.

## Збірна
З 2015 року Марцин Грабовський є постійним гравцем юнацьких та молодіжної збірних Польщі.